# Rasm al-Kabir
Rasm al-Kabir (arab. رسم الكبير) – wieś w Syrii, w muhafazie Aleppo. W 2004 roku liczyła 983 mieszkańców.